# Ngã Bảy
Ngã Bảy es una localidad de la provincia de Hậu Giang, Dong Bang Song Cuu Long, Vietnam. En el año 2005 contaba con 61.024 habitantes. Su extensión superficial es de 78,94 km² y tiene una densidad de 1125 hab/km². Sus coordenadas geográficas son 9°48′N, 105°49′O. Se encuentra situada a una altitud de 24 metros y a 40 kilómetros de Vi Thanh, 30 kilómetros de Can Tho.
- Datos: Q2226936
- Multimedia: Nga Bay / Q2226936